# Oni (dramat)
Oni – dramat napisany przez Stanisława Ignacego Witkiewicza w 1920 roku, najprawdopodobniej będący jego reakcją na rewolucję październikową i wojnę polsko-bolszewicką.

## Postacie
Poniższy podział postaci pochodzi od autora.
Osoby
- Pan Kalikst Bałandaszek
- Spika hrabina Tremendosa
- Marianna Splendorek
- Ficia
- Dyrektor teatru (Gamracy Vigor)

Teraz „Oni”
- Melchior Abłaputo
- Protruda Ballafresco
- Halucyna Bleichertowa
- Rosika Prangier
- Seraskier Banga Tefuan

## Opis fabuły
Bałandaszka jest bogatym właścicielem dworku, w którym rozgrywa się akcja dramatu, zafascynowanym sztuką. Spika natomiast jest jego kochanką. Konflikt pomiędzy nimi będzie towarzyszył akcji, choć w dalszej części dramatu zejdzie na drugi plan. Według Spiki jej partner poświęca jej za mało czasu i zamiast tego woli się zajmować swoją kolekcją dzieł sztuki. Bałandaszek bowiem wykazuje wobec Spiki niemal wyłącznie pociąg fizyczny, utożsamiany z erotomanią. Spika jednak wymaga od niego wykazania uczuć wyższych. Sama z zawodu jest aktorką w teatrze. Rozważania bohaterów przerywa gospodyni Bałandaszka – Ficia. Przestraszona oznajmia, że w sąsiednim domu zadomowili się tytułowi „Oni”. Zapytana o to, kim oni są, odpowiada tajemniczo, że to tajny rząd, rządzący zakulisowo, którego tożsamość nie jest znana publicznie.
„Oni” okazują się być zrzeszeniem wierzącym w swoją ideę – Absolutny Automatyzm. Z opisu można wnioskować, że tak nazywają ideologię de facto totalitarną.
Całość zagłębia się w dyskusje ideologiczne, traktujące zarówno o ustroju, państwie, człowieku jak i sztuce. Temu ostatniemu poświęcone jest najwięcej, gdyż jeden z Nich – Tefuan postanawia poświęcić Spikę – aktorkę, na scenie. Ma ona tam zostać zamordowana, stając się symbolem poświęcenia sztuce i Absolutnemu Automatyzmowi. Bałandaszek natomiast wydaje się być rozdarty pomiędzy zbyt szybko, w jego mniemaniu, dziejące się wydarzenia. Jego zagubienie pociąga go do bardzo złych czynów.

## Problematyka
W dramacie „Oni” Witkacy zawarł przede wszystkim panujący strach przeciwko spodziewanemu nadejściu bolszewizmu w Polsce (19 lat później, gdy groźba ta zacznie się ziszczać – Witkacy popełni samobójstwo). Tytułowi „Oni” swoją tajemniczością, zakulisowością i wywoływanym powszechnym strachem, przypominają ówczesne wyobrażenie o władzy komunistycznej.
Możliwość powstania ustroju totalitarnego Witkacy wykorzystuje do jego charakterystyki. Absolutny Automatyzm przedstawia jako ideę powszechnej kontroli i odgórnego sterowania całego społeczeństwa. Tefuan tworzy pomysł edukacji społeczeństwa w sposób według niego właściwy za pomocą sztuki. Jest to potępienie przez autora dramatu postępującej według niego ideologizacji sztuki.
Natomiast dialogi Bałandaszka i Spiki są dla Witkacego okazją do wprowadzenia do utworu idei promowanych przez Sigmunda Freuda dotyczącego konfliktu sfer „ego” z „superego” – w tym przypadku pod postacią erotomanii Bałandaszka i skłonności do uczuć wyższych Spiki.
Cały utwór można potraktować jako manifest Witkacego na temat deideologizacji sztuki, natomiast przynajmniej część przedstawionej w dramacie „Oni” problematyki rozwinął w swoim najbardziej znanym dziele „Szewcy”.